# Садашњост
Садашњост је радња која се тренутно дешава. То је временски период између прошлости и будућности, и може да поприми различита значења од тренутка, до дана или дужег периода.
Садашњост се понекад представља као хиперраван у простор-времену, која се типично назива „сад“, мада модерна физика показује да се таква хиперраван не може једиствено дефинисати за посматраче у релативном кретању.